# Sanfins de Ferreira
Sanfins de Ferreira is een plaats (freguesia) in de Portugese gemeente Paços de Ferreira en telt 3005 inwoners (2001).